# Audi Q2
Audi Q2 — компактний SUV від німецького автовиробника з Інгольштадта, що виготовляється з 2016 року.
Автомобіль виробляється в штаб-квартирі Audi в Інгольштадті, Німеччина; FAW-Volkswagen у Фошані, Китай; і в Релізане, Алжир.
Він продається з листопада 2016 року на ринках Європи. На відміну від інших кросоверів Audi, Q2 не продається в США або Канаді. У Китаї продається версія з подовженою колісною базою під назвою Q2L.
Q2L e-tron — це повністю електрична версія, яка будується та продається в Китаї з листопада 2019 року. Оснащений літій-іонною батареєю ємністю 38 кВт·год китайського постачальника Contemporary Amperex Technology, Q2L e-tron має запас ходу 265 кілометрів (165 миль) на одному заряді та максимальну швидкість 150 км/год (93 миля/год). Його електродвигун видає максимальну потужність 100 кВт (134 к. с.) і максимальний крутний момент 290 Н⋅м (214 фунтс⋅фут).

## Опис

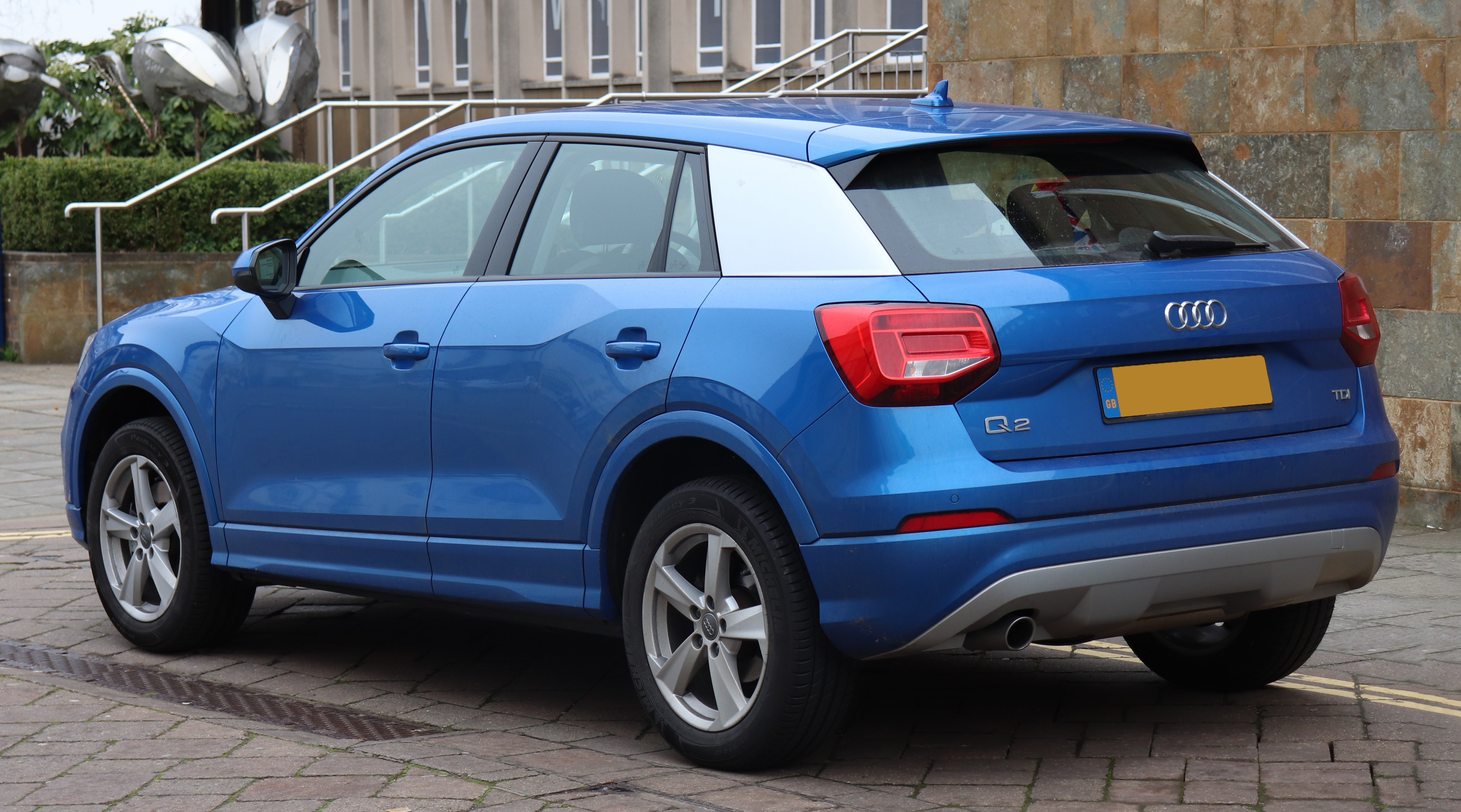
Audi Q2 1.6 TDI

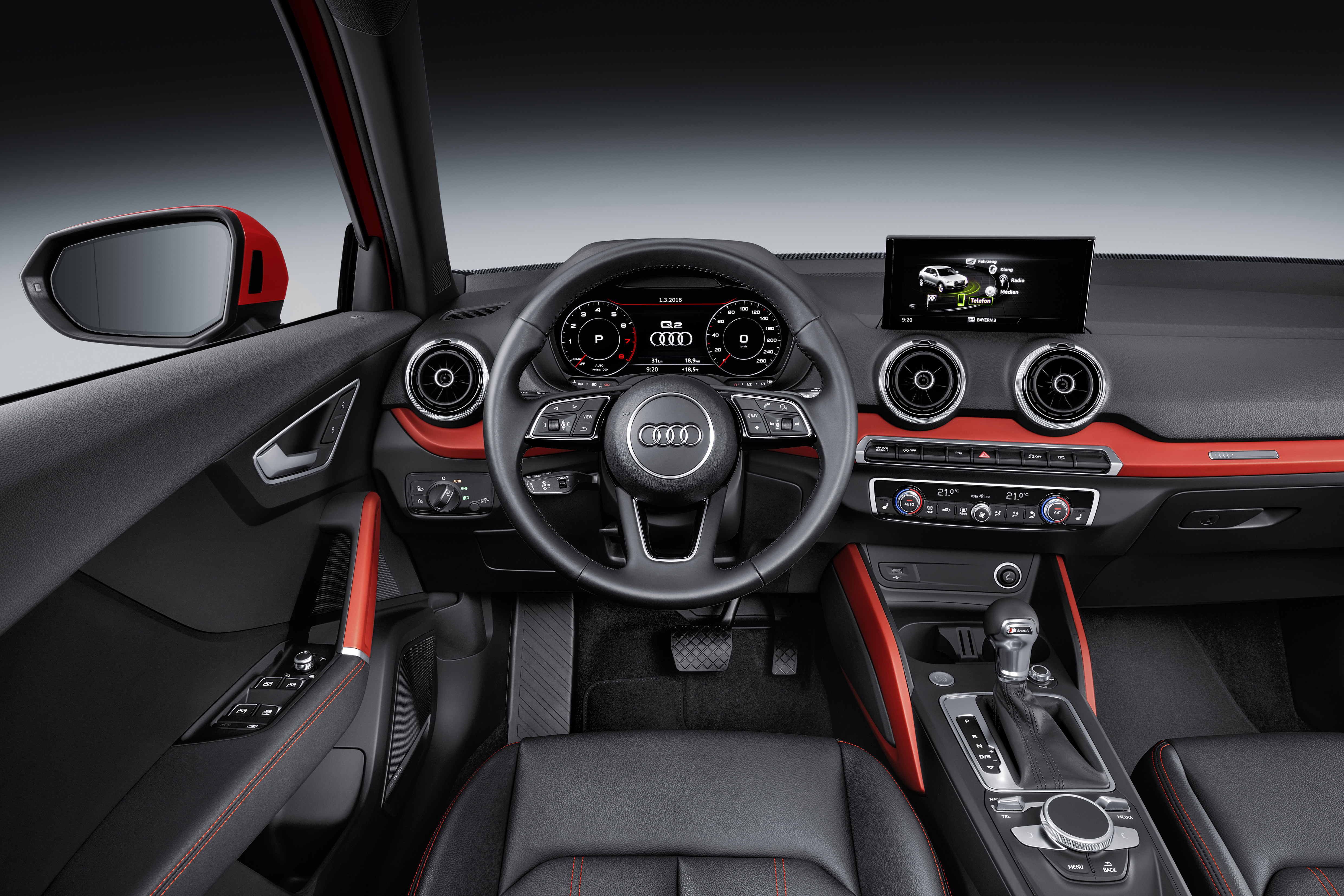
Салон Audi Q2

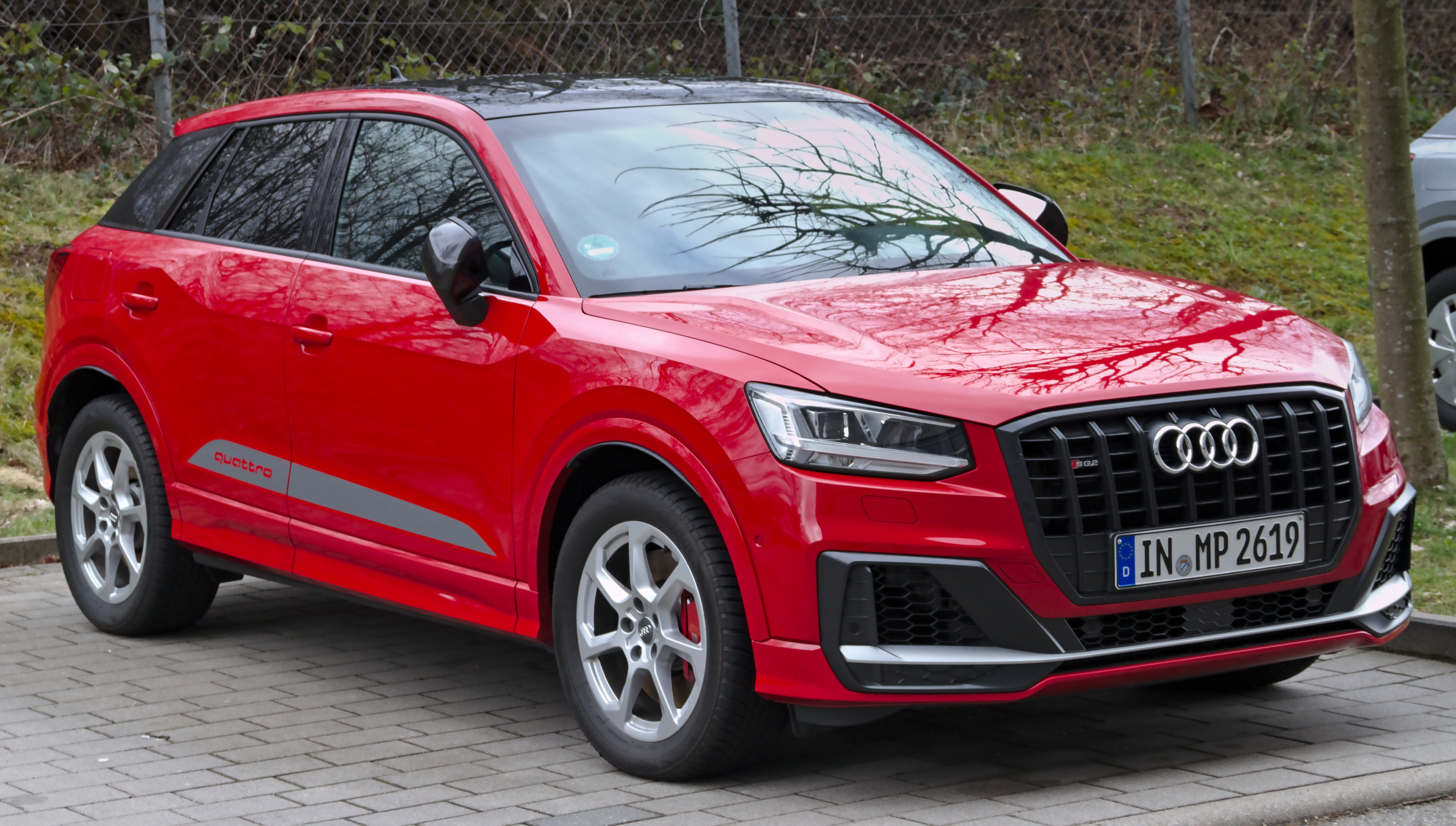
Audi SQ2

Автомобіль побудований на платформі MQB, яка використовується в багатьох автомбілях VAG: Volkswagen Tiguan, Volkswagen Golf 7 та інші.
Базова версія Q2 з 116-сильним бензиновим двигуном 1.0 TFSI має передній привід, інші модифікації оснащуються оновленою повнопривідною трансмісією Quattro на базі муфти Haldex. В якості трансмісії пропонується або механічна КПП, або механічна роботизована (S-Tronic).
Найпотужніші автомобілі з бензиновими і дизельними двигунами об'ємом два літри і ідентичною віддачею в 190 к. с. за замовчуванням комплектуються повним приводом. Такі автомобілі здатні прискорюватися до 100 км / год за 6,8 с. (Бензин) і 7,3 с. (Дизель), що є досить непоганим результатом на даний момент. Усереднений витрата палива дизельного дволітрового Q2 складає 4,9 літра на 100 кілометрів шляху. Про витрату бензинового мотора аналогічного обсягу поки що відомостей немає. Трансмісія виключно роботизована. Точної інформації про те, як саме модель S-tronic'а пропишеться в Q2 поки що немає.
Основним є 150-сильний 1,4-літровий двигун TFSI, який оснастили системою відключення двох циліндрів. Показники витрати палива в змішаному режимі 5.6 літра на сотню, а розгін складе 8.5 секунд. Цікавим є той факт, що Q2 з двигуном 1,4 TFSI, потужністю 150 к. с., оснащений повнопривідним шасі буде продаватися тільки з механічною коробкою передач, а передньопривідна його версії буде доступна і з роботом S-Tronic.
2018 року вийшла спортивна версія «серії S», Audi SQ2. На модель встановлено 4-x циліндровий двигун об'ємом 2 л від Audi S3 видає 300 к.с.

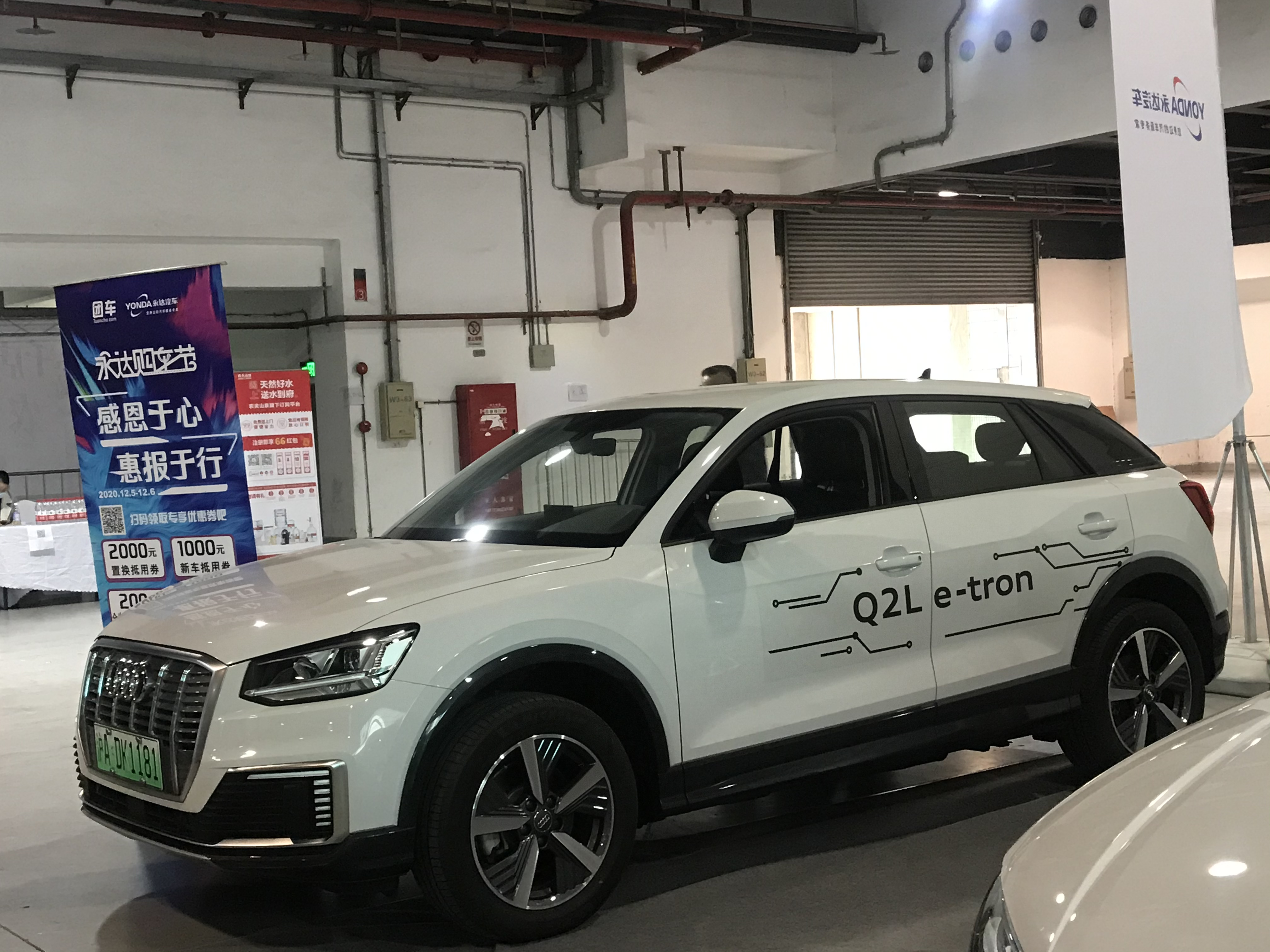
Q2L e-tron (Китай)
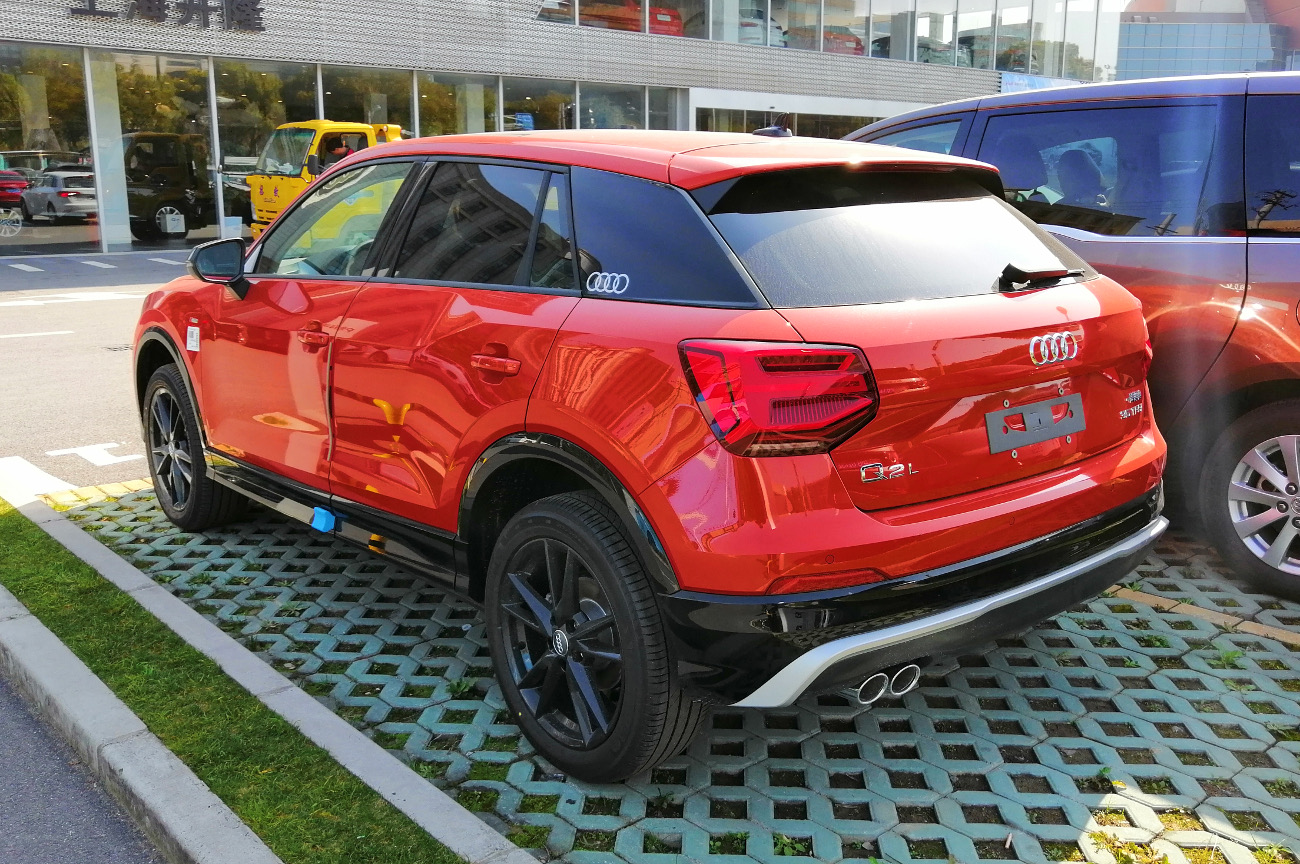
Q2L (Китай)
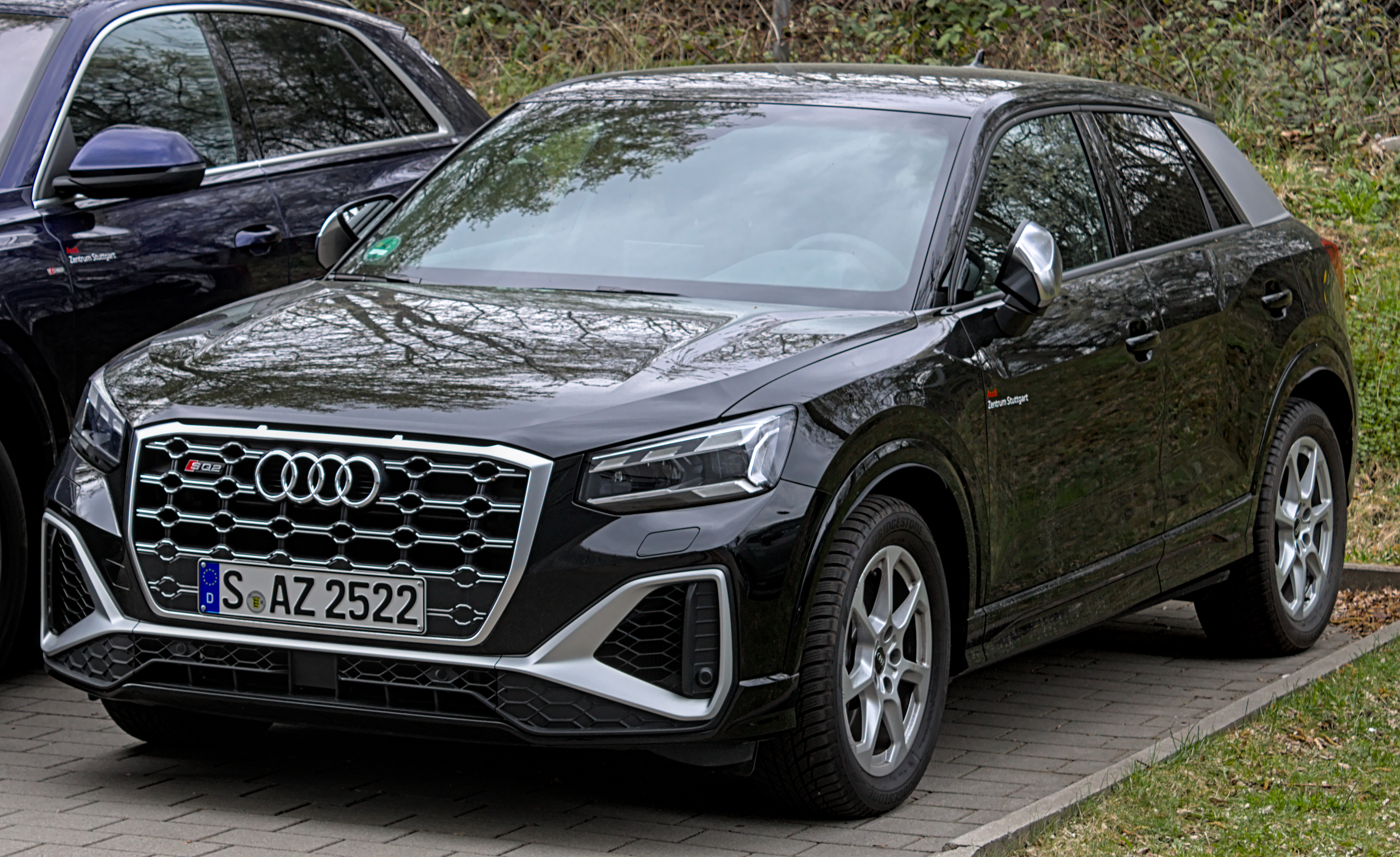
SQ2 (фейсліфт)

### Оновлення 2020 року

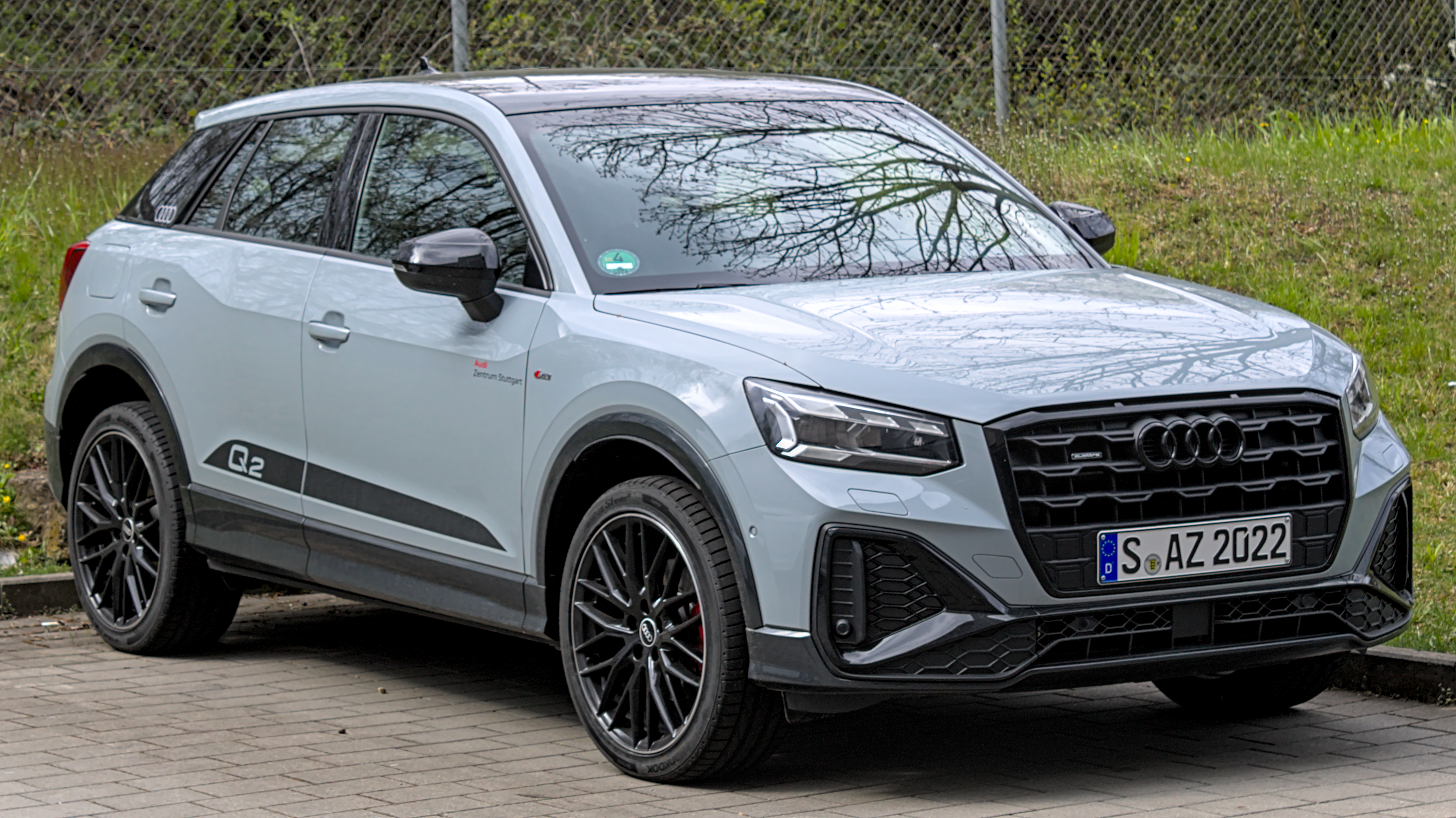
Audi Q2 (з 2020)

У вересні 2020 року Audi представила оновлення для Q2.
Оновлений Q2 отримав змінені радіаторну решітку і бампери, які зробили його більш схожим на останні моделі Audi з їхніми кутами в дизайні. Проте кросовер трохи витягнувся й в довжину — з 4,19 до 4,21 метра.
Палітру кольорів кузова доповнили п'ять відтінків: Manhattan gray, Navarra blue, arrow gray, turbo blue і абсолютно новий apple green. Крім того, з'явилося три нові варіанти дизайну колісних дисків.
Першим на конвеєр встав кросовер з 1,5-літровим бензиновим мотором на 150 к.с. і 250 Нм. До кінця цього року в лінійку додадуть ще два бензинових і два дизельних двигуна, що пізніше повинні освіжити спортивний SQ2.

## Двигуни
Бензинові
- 1.0 TFSI VW EA211 Р3 115 к.с.
- 1.4 TFSI COD VW EA211 Р4 150 к.с.
- 2.0 TFSI VW EA888 Р4 190 к.с.
- 2.0 TFSI VW EA888 Р4 300 к.с. (SQ2)

Дизельні
- 1.6 TDI VW EA288 Р4 116 к.с.
- 2.0 TDI VW EA288 Р4 150 к.с.
- 2.0 TDI VW EA288 Р4 190 к.с.

Електромобіль
- електродвигун 136 к.с.